# Catalina Peláez
Pour les articles homonymes, voir Peláez.
Catalina Peláez, née le 4 septembre 1991 à Bogota, est une joueuse professionnelle de squash représentant la Colombie. Elle atteint en octobre 2015 la 56e place mondiale sur le circuit international, son meilleur classement. 
Elle s'illustre lors des Jeux sud-américains de 2010 où elle remporte le titre en double féminin avec Silvia Angulo et par équipes, lors des Jeux sud-américains de 2018 où elle remporte la médaille d'or en individuel, en double mixte et par équipes et lors des Jeux panaméricains de 2019 où elle remporte l'épreuve du double mixte.

## Biographie
Elle commence le squash à l'âge de 9 ans en compagnie de son frère et de deux amis. Le jeu lui plaisant, elle continue de jouer le week-end avant de s’entraîner plus intensément. 
En 2003, elle survit à l'attentat au club El Nogal qui tue 36 personnes et fait plus de 200 blessés,.
Ses bons résultats lui permettent d'aller étudier au Trinity College dont elle sort diplômée.